# Unreal
Unreal je počítačová hra v žánru klasické FPS. V době svého vzniku uchvátila především grafickým zpracováním a vylepšením už známých herních prvků. Z řady vybočuje velkou rozlehlostí herních map, výbornou hudbou a umělou inteligencí nepřátel. Má však slabší multiplayer, na který se spíše zaměřil Unreal Tournament.

Příběh pokračuje v datadisku Return to Na Pali a další dílem Unreal II: The Awakening.
Unreal je od listopadu 2024 volně ke stažení.

## Popis světa Na Pali
Děj hry se odehrává na neznámé planetě Na Pali, kde žijí domorodí obyvatelé „Nali“. Naliové tvoří pacifistickou společnost zhruba na úrovni starověku. Tito čtyřrucí domorodci žijí převážně prostým životem a vyznávají několik bohů, jako například Chizru Vodního Boha (Chizra the Water God) nebo Vandoru, bohyni světla. Ve svých denících popisují svými slovy, jak byl jejich svět zotročen „zlými bohy sestoupivšími z nebes“. 
Tito zlí bohové jsou ve skutečnosti technicky vyspělou rasou známou jako Skaarjové, kteří se podobají ještěrům a jsou ve válce s lidmi. Skaarjové dokázali Nalie díky jejich nevyspělosti dokonale využít. V několika nalijských denících se hráč dočte o mesiáši, který dokáže zbavit Nalie skaarjského otroctví, a dozví se, že on sám je za tohoto spasitele považován. Proto se mu Naliové na potkání klaní a pomáhají mu odkrýváním tajných chodeb s vybavením, které tam pravděpodobně ukryli před Skaarji.
Během hry se hráč seznámí s různými prostředími na planetě, kde nejprve pozná kulturu domorodých Naliů a jejich sídla a chrámy, skaarjská zařízení pro využití bohatství planety, havarovanou mimozemskou loď Terraniux a lidskou vědeckou loď ISV KRAN, závratně vysokou věž The Sunspire, vznášející se město v oblacích, Nalijský hrad, skaarjskou vojenskou základnu a nakonec skaarjskou mateřskou loď.

## Příběh
Příběh hry Unreal začíná v cele na palubě vesmírné lodě Vortex Rikers, která směřuje do trestanecké kolonie, ovšem havaruje. Hlavní postava, ve hře označená jako vězeň 849, se probírá z bezvědomí a zjišťuje, že všichni pasažéři jsou buď mrtví, nebo utekli. Ze záznamu na lodi se dozví, že loď byla zachycena gravitačním polem neznámé planety a havarovala na ní. 
Poblíž ztroskotané lodi ze záznamů zjistil, že je tato planeta pod nadvládou Skaarjů, kteří jsou ve válce s lidmi. Jejich mateřská loď přistála kdesi za horami, hráč se tak vydává do nepřátelské mateřské lodi a plánuje v jejím záchranném modulu opustit planetu.
V průběhu hry se dozvídá o tom, že Skaarjové tuto planetu zotročili, včetně mírumilovných původních obyvatel Nali, kteří nazývají svou planetu Na Pali. Nalijové mají legendu o poslání spasitele, který je zbaví Skaarjů, ti se domnívají, že jím je právě náš hlavní hrdina a proto mu na jeho cestě pomáhají. Po cestě narazí také na další mimozemské rasy, například na Kralli, kteří slouží dobrovolně Skaarjům, nebo rase nazývané prostě žoldáci, kteří jsou nepřátelští jak vůči hráči, tak vůči Skaarjům.
Na cestě prochází přes lidskou vědeckou a havarovanou loď ISV KRAN, Nalijskou vesnici Spire Village, vysokou věž Sunspire, město v oblacích Na Pali Haven, Nalijský klášter Bluff Eversmoking, Nalijský hrad, až do Skaarjské mateřské lodě. Zde mu cestu do záchranného modulu zkříží Skaarjská královna. Příběh pak pokračuje v datadisku Return to Na Pali.

## Zbraně
V Unrealu je k dispozici deset druhů zbraní, avšak v neoficialní verzi 227 byly zpřístupněny dvě další (dostupné jen pomocí cheatů), dále v datadisku Return to Na Pali jsou představeny tři další. Každá zbraň má sekundární střelbu.
Dispersion Pistol
Disperzní pistole vystřeluje světelný paprsek. Dá se několikrát vylepšit a paprsek pak změní barvu postupně z modré přes zelenou a žlutou až po červenou. Když je zbraň plně vylepšená, je velmi účinná, ačkoliv na začátku byla dost slabá. Baterie zbraně se vcelku rychle dobíjí, takže se hodí vždy, když do ostatních zbraní dojdou náboje. Primárně vystřeluje jen jeden výboj, nicméně zbraň dovoluje držením tlačítka sekundárního útoku nahromadit energii a vystřelit silnější dávku.
Maximální počet munice je 50 až 90 nábojů.
AutoMag
Zbraň připomínající pistoli. Primárním útokem zbraň míří přesně, ale je pomalá, zatímco v sekundárním módu střílí dvakrát rychleji za cenu nepřesnosti.
Maximální počet munice je 200 nábojů.
Stinger
Zbraň připomínající kulomet s pěti hlavněmi. Jeho náboji jsou úlomky tarydia z Rrajigarských dolů. Tato zbraň sice není nijak zvlášť nebezpečná, ale dovede zabránit nepříteli vystřelit, pokud hráč střílí přesně. Primárním útokem střílí rychle po sobě tarydiové úlomky, sekundárním útokem vystřelí ze všech pěti hlavní najednou, ale se značným rozptylem.
Maximální počet munice je 200 nábojů.
ASMD
Další paprskometná zbraň, nicméně mnohem účinnější než disperzní pistole. Primárním útokem zasáhne zbraň nepřítele okamžitě modrobílým paprskem, zatímco sekundární útok je pomalejší, zato však má plošný účinek. Když nejprve hráč vystřelí sekundární módem a pak kousek od nepřítele letící kouli zasáhne módem primárním, tak vznikne velká energetická vlna ničící vše velkou silou, schopná zabít na jednu ránu. Jenže takové kombo spotřebuje celkem 4 náboje.
Maximální počet munice je 50 nábojů.
EightBall
Šestihlavňový raketomet. Při podržení tlačítka střelby vystřelí z několika hlavní najednou s rozptýlením ve tvaru písmena V. Primárním útokem vystřelí rakety letící přímo, zatímco sekundárním útokem vystřelí rakety bez zažehnutí, takže fungují jako granáty. Když při nabíjení primární střelbou podržíte sekundární střelbu, Eightball vystřelí rakety v úzké kruhové formaci. Když hráč chvilku podrží zaměřovač na nepřítele, zaměřovač zčervená, pípne a vystřelené rakety se samy navádí tak, aby cíl zasáhly, i když se hýbe. Střelec je ovšem díky pípnutí vždy prozrazen a přijde o moment překvapení, když cíl nedává pozor, co se kolem něj děje.
Maximální počet munice je 48 nábojů.
Flak Cannon
Jedna z nejsilnějších zbraní ve hře. Primární útok vystřeluje šrapnely působící vážná poranění a sekundární útok vystřelí celý náboj jako granát který se po dopadu rozletí na šrapnely a zraní či rovnou zabijí vše živé v dosahu. Mohou se ale odrazit zpět ke střelci.
Maximální počet munice je 50 nábojů.
Razorjack
Zbraň vyrobená Skaarji, která vystřeluje velké ostré čepele do velké dálky. Čepele se dovedou několikrát odrazit od stěn. Když hráč zamíří nepříteli na hlavu, je náboj schopen okamžitě hlavu useknout. Sekundárním útokem získá náboj po prvním odrazu od stěny faleš.
Maximální počet munice je 70 nábojů.
GES BioRifle
Zvláštní biologická zbraň, která se naplňuje výbušnou kyselinou z Terraniuxu, odkud pochází. Na nepřátelé zbraň vystřeluje zelený sliz, který se přilepí na zeď či na podlahu a po nějaké době vybuchne, pokud se hráč netrefí přímo do nepřítele. Sekundární útok způsobí vystřelení většího kusu slizu, takže jím způsobená škoda dramaticky vzroste.
Maximální počet munice je 100 nábojů(či kilo slizu).
Rifle
Ostřelovačka, která umí pomocí sekundárního útoku nastavit dalekohled. Je velmi přesná a po zásahu hlavy způsobuje okamžitou smrt.
Maximální počet munice je 50 nábojů.
Minigun
Minigun je velká zbraň s malým názvem. Používá stejné náboje jako Automag. Minigun je v podstatě rotační kulomet, který svým primárním útokem, podobně jako Automag, způsobuje pomalejší střelbu a přesnost, zatímco sekundárním útokem rychlejší střelbu, ale s menší přesností.
Maximální počet munice je 200 nábojů.
Quadshot (227)
Čtyřhlavňová brokovnice. Primární střelba vystřelí ze všech hlavní, které byly nabity sekundární střelbou. Tuto zbraň lze sehnat jedině pomocí cheatu.
Maximální počet munice je 48 nábojů.
Peacemaker (227)
Je to předmět tvaru válce, který lze odhodit jako granát. Po dopadu se otevře a postupně vypálí několik samonaváděných raket. Hráč může mít pouze jeden peacemaker. Je dostupný jedině pomocí cheatu.
C.A.R. - Combat Assault Rifle (RtNP)
Útočná puška. Primární střelba střílí rychlou dávku kulek(rychlejší než minigun), sekundární střelba vystřelí malou explozivní střelu.
Maximální počet munice je 400 nábojů.
Grenade launcher (RtNP)
Granátomet. Primární střelba vypálí granát, který exploduje po nárazu na živý cíl nebo po několika sekundách. Sekundární střelba vypálí dálkově odpalovací granát, který je odpálen po opětovném stisknutí sekundární střelby.
Maximální počet munice je 50 nábojů.
Rocket launcher (RtNP)
Raketomet. Primární střelba vypálí obyčejnou raketu. Sekundární střelba vypálí raketu naváděnou pomocí zaměřovače, opětovným stisknutím je raketa dálkově detonována.
Maximální počet munice je 100 nábojů.

## Předměty

### Předměty přidávající životy
Všechny tyto předměty se dají sebrat, pouze pokud je hráč zraněn s výjimkou Super Health a Nali seeds.

Health pack
Klasická lékárnička, přidává +20 životů.
Bandage
Tyto obvazy sice léčí jenom +5 životů, ale většinou se vyskytují po skupinách dvou a více.
Nali Fruit
Léčivá rostlina přidává +3 až +29 životů – záleží na velikosti, které doroste.

Dají se také uměle vysadit pomocí semen.
Nali fruit seeds
Semena léčivé rostliny, po použití jsou vyhozeny před hráče a zanedlouho se na jejich místě objeví klíček léčivé rostliny, kterému trvá cca 20s než doroste do maximální velikosti a poskytne léčení +29. Jedná se o jedinou formu „přenosné lékárničky“.
Super Health
Trojhranná nádoba s modrou tekutinou přidává +100 životů a to i nad normální maximum až po hranici 200 životů.
Master of the Woods (227)
Malá rostlina léčící +5 životů. 
Ve hře se nenachází a je dostupná jen pomocí cheatu.

### Zbroje a ochrana
Assault vest
Útočná zbroj

Přidá 100 jednotek zbroje.

zmírňuje poškození o 90%

Shield belt
Přidá 100 jednotek zbroje. 

Absorbuje všechno poškození.

Power shield
Přidá 200 jednotek zbroje.

Absorbuje všechno poškození.

Obleky
Hráč může mít pouze jeden druh obleku, po zvednutí jiného obleku je dosavadní nahrazen.

Kevlar vest
Kevlarová vesta

Přidá 100 jednotek zbroje.

Zmírňuje poškození o 80%

Toxin suit
Přidá 50 jednotek zbroje.

Zmírňuje poškození o 50%

Dodatečná ochrana proti toxickému slizu.

Asbestos suit
Přidá 50 jednotek zbroje.

Zmírňuje poškození o 50%

Dodatečná ochrana proti ohni a chladu.

### Jednorázové předměty
Flare
Světlice, která po vyhození začne svítit načervenalým světlem. Po uběhnutí cca 10s světlice exploduje a může způsobit mírné zranění.
Voice box
Krabička s reproduktory, která je po použití vyhozena na zem, po dopadu vydává zvuky střelby.

Slouží k odlákání pozornosti (ale praktické použití je diskutabilní).
Force field
Ochranný štít vytvoří válec energetické stěny, za kterou se hráč může schovat před nepřátelskou palbou, také může např. dočasně zablokovat dveře.

Hráč může mít jen jeden ochranný štít.
Dispersion Pistol Powerup
Je energetický článek, který vylepšuje disperzní pistoli. (Viz Disperzní pistole)
Nali fruit seeds
Viz u lečivých předmětů.

### Předměty, které jde vypnout a zapnout
Translator
Asi první předmět, který hráč ve hře získá, jedná se o univerzální překladač, pomocí kterého hráč odhaluje příběh formou deníků, nápisů čí záznamů na počítačových konzolích.
Flashlight
Baterka, která poskytne úzký paprsek světla. Vydrží cca 2min a postupně paprsek slábne.
Search light
Světlomet, který poskytne široký paprsek světla. Vydrží cca 20min a paprsek postupně slábne na intenzitě, avšak mnohem pomaleji než baterka.
Amplifier
Zesilovač ovlivňuje disperzní pistoli a ASMD tím, že zesílí jejich poškození o 400% a to včetně komba ASMD, které potom způsobí největší poškození ze všech zbraní.
Acustic Dampener
Jedná se o univerzální tlumič, který utiší všechny zvuky vydané hráčem. Po použití vydží cca 20s.
Jump boots
Skákací boty prodlouží výšku výskoku 3x. Vydrží tři výskoky.
SCUBA gear
Potápěčská výbava umožňující zůstat pod vodou po 2min. Aktivuje se automaticky, když se hráč ocitne pod hladinou.
Invisibilily
Zařízení zneviditelnění umožňující neviditelnost po dobu cca 1min. Zneviditelnění pomine po dobu, kdy hráč zahájí střelbu (během střelby je však energie nadále spotřebovávána). Nepřítel vás však může pořád uslyšet.
Cloak (RtNP)
Jedná se o vývojáři mnohem propracovanější verzi zařízení neviditelnosti (nové zvukové a vizuální efekty), které se vyskytuje v datadisku Return to Na Pali.

## Bestiář
V Unrealu se vyskytuje několik různých nestvůr. Nachází se zde přátelští Naliové, kteří na hráče nezaútočí, ale jsou dost zranitelní. Když nastane situace, že se nachází Skaarj v místnosti s hráčem i s Nalim, tak si Skaarj zpravidla jako svou první oběť vybere Naliho. Naliové totiž hráči otevírají některé skryté místnosti a tajné chodby. Pak hráč může ještě vidět mírumilovná zvířata podobná skotu a králíkům, která jsou velmi bojácná.
Dále se zde vyskytují nepřátelské bytosti. Ať už to jsou již před tím zmiňovaní inteligentní Skaarjové a Krallové či Brutové a Žoldáci (Mercenaries), nebo masožraví netvorové z fauny této planety: obří vážky, malí létající rejnoci (manta), nebo slizské gasbagy s ještě více slizskými obrovitými hady s drápy. Ve vodě na nic netušícího hráče může z ničeho nic zaútočit masožravá ryba. Z bossů se zde vyskytuje Titan, Kamenný Titan, Warlord a Skaarjská královna.
Skaarjové se ve hře vyskytují v několika modifikacích. Mohou to být průzkumníci (Skaarj scout), vrazi (Skaarj assassin), lordi (Skaarj Lord), ale i skaarjští vojáci (Skaarj Trooper), kteří se mohou dokonce vyzbrojit zbraněmi, které jsou dostupné hráči, takže i když je skaarjský voják standardně vybaven jen disperzní pistolí, může ve hře narazit hráč i na Skaarje vyzbrojeného ASMD, raketometem nebo Flak Cannonem, což už může být dost tvrdý oříšek, zejména v úzkých chodbách mateřské lodi.
Když dojde k situaci, že se v místnosti objeví vícero druhů nepřátel, může se stát, že když jeden z nich trefí ve snaze zasáhnout hráče nějakou jinou nestvůru, začnou ti dva bojovat proti sobě. Nejčastěji se tak stane, když Krall zasáhne Skaarje. Nikdy ale nenastane situace, že by například Skaarj zaútočil na Skaarje.

## Engine

### Grafika
Unreal výrazně posunul vývoj trojrozměrného grafického prostředí a stal se v době svého vydání nejlépe graficky zpracovanou hrou. Na první pohled byly patrné především detailně vykreslené textury na zařízení jak uvnitř budov, jeskyň či vesmírných lodí, tak přírody ve venkovních úrovních a rozsáhlost map. Unreal engine umožnil jako jeden z prvních, i když nebyl úplně první, barevné osvětlení. Byl ovšem první v tom, že umožňoval software renderingu přinést přibližně stejnou kvalitu jako hardware rendering, včetně filtrování textur a již zmiňovaného barevného osvětlení. Grafika prvních zkušebních verzí měla fungovat právě pouze na bázi softwarového renderingu. Dále byl Unreal jedním z prvních her, jejichž engine využíval detailní texturování. To spočívalo v nanášení ještě jedné vrstvy textury s detailem materiálu texturovaného objektu přes barevnou texturu a výsledný objekt pak byl vykreslen mnohem detailněji a lépe. Navíc detailní texturování umožnilo zobrazit povrch, u kterého hráč nestál moc daleko, tak, že povrch vypadal díky detailní textuře, že má mnohem vyšší rozlišení, než skutečně měl, a nerozmazával se moc. Takto detailně otexturované byly například monitory počítačů, povrchy stěn ve vesmírných lodích nebo zlaté dveře v Nalijských chrámech, ale bylo vynecháno detailní texturování povrchů modelů hráče a živých bytostí, protože tato metoda texturování ještě nepracovala příliš dobře (výjimkou byl jen Glide renderer pro 3Dfx) s použitím tehdejšího běžného hardwaru, dokonce i budoucí silnější akcelerátory měly jisté potíže a předváděly horší výkony než hardware stavěný pro Glide a 3Dfx.
Protože vývoj Unreal enginu trval dlouho probíhal v době prudkého rozvoje 3D akcelerátorů, byl Unreal vytvořen tak, aby běžel jak s použitím software renderingu, tak i s podporou v té době oblíbeným 3Dfx Glide API. Když byl Unreal konečně vydán, začala náhle prudce růst obliba užívání Microsoft Direct3D API a v Epic Games museli rychle vyvinout další renderer pro Unreal engine. Ale Direct3D renderer nebyl tak kvalitní a rychlý jako Glide a hlavně v prvních verzích byly značné problémy se stabilitou a velkým počtem chyb, ale časem se to s dalšími aktualizacemi vylepšovalo. Dále Unreal podporoval ještě OpenGL, ovšem kvůli nedostatku potřebných ovladačů k hardwaru té doby se moc nepoužíval a v Epic Games nakonec o vývoj pod OpenGL ztratili zájem, ačkoliv v některých případech by OpenGL mohl být lepším řešením než Glide nebo Direct3D.
Po poslední verzi 226f vydanou v červenci 2000 je od roku 2008 Unreal nadále spravován komunitou se souhlasem Epic MegaGames v podobě verze 227. Patch 227 lze sehnat zde: Old Unreal 227 patch Archivováno 12. 11. 2014 na Wayback Machine.

### Ozvučení
Unreal má optimalizovaný audio systém pro vysokou rychlost a kvalitu (osmi- nebo šestnáctibitový formát), s využitím technologie MMX od Intelu, který ovládá jak zvukové, tak hudební efekty. Unreal engine je sice schopen přehrát zvuky na všech běžných vzorkovacích frekvencích, ale ve výchozím nastavení je omezen na 22 kHz z důvodů přílišné náročnosti na tehdejší dostupný hardware. Vzorkovací frekvenci lze nastavit maximálně na 44,1 kHz, čímž se dosáhne mnohem kvalitnějšího provedení jak hudedních, tak zvukových efektů.
Audio systém v Unrealu podporuje také trojrozměrnost zvukových efektů, a to jak softwarově, tak hardwarově. V softwarové podpoře je k dispozici pouze stereo a trojrozměrné efekty zvuků při změnách pozice či vzdálenosti jsou imitovány fázovým posunem a pásmovým prostupem. Audio systém je schopen mixovat zvuky až na 64 kanálech, ale z důvodu úspornosti výkonu procesoru se standardně využívá 16 kanálů. Hardwarová podpora je naopak stavěná jen pro zvukové karty, které jsou schopné provést 3D audio mixing. Když by se stalo, že by hra používala více zvukových kanálů, než podporuje zvuková karta, zbylé kanály by byly zpracovávané softwarovým enginem, ale mohlo by to narušit konzistenci zvukových efektů.
V případě, že Unreal běží na počítači s procesorem, který nepodporuje MMX, Unreal engine automaticky nastaví kvalitu zvuků na nejnižší. Uživatel pak může kvalitu nastavit zpět na vyšší, ale audio systém by bez MMXu nebyl účinný.

### Hudba
Zatímco většina vývojářů her vyměnila starší technologie na produkci hudby, jako například General MIDI, za hudbu vypálenou na CD už v polovině 90. let, Epic Games stále ještě u svých her používal méně běžný systém MOD složený z trackera, který zařazoval uložené PCM zvukové efekty za sebe tak, aby vznikla hudba. Epic Games tuto metodu už úspěšně vyzkoušela ve starších titulech Jazz Jackrabbit a One Must Fall 2097, kde hrála hudba o vcelku vysoké kvalitě, aniž by hudební soubory zabíraly hodně místa na disku. V případě Unrealu zabírají všechny soubory méně než jeden megabyte při průměrné délce cca dvě a půl minuty. Navíc tato technologie usnadnila implementaci plynulého přechodu hudby podle toho, co se ve hře právě děje.